# Huancaroma
Huancaroma ist eine Ortschaft im Departamento Oruro im Hochland des südamerikanischen Andenstaates Bolivien.

## Lage im Nahraum
Huancaroma liegt in der Provinz Tomas Barrón und ist der viertgrößte Ort im Municipio Eucaliptus. Huancaroma liegt auf einer Höhe von 3737 m zwei Kilometer östlich des linken Ufers des Río Desaguadero, der den Titicacasee im Norden mit dem südlich gelegenen Poopó-See verbindet.

## Geographie
Huancaroma liegt am Ostrand des bolivianischen Altiplano zwischen den Anden-Gebirgszügen der Cordillera Occidental im Westen und der Serranía de Sicasica als Teil der Cordillera Central im Osten. Das Klima ist ein typisches Tageszeitenklima, bei dem die Temperaturschwankungen im Tagesverlauf stärker ausfallen als im Jahresverlauf.
Die durchschnittliche Jahrestemperatur der Region beträgt etwa 8 °C (siehe Klimadiagramm Caracollo), die Monatswerte schwanken zwischen 4 °C im Juni/Juli und 11 °C im Dezember. Der Jahresniederschlag liegt bei weniger als 400 mm und ist durch eine ausgedehnte Trockenzeit von April bis Oktober mit Monatswerten unter 15 mm gekennzeichnet; nur in den Sommermonaten von Dezember bis März fallen mit 50 bis 90 mm nennenswerte Niederschläge.

## Verkehrsnetz
Huancaroma liegt in einer Entfernung von 97 Kilometern nordwestlich von Oruro, der Hauptstadt des Departamentos.
Durch Oruro führt die Nationalstraße Ruta 1, die den gesamten Altiplano in Nord-Süd-Richtung durchläuft, vom Titicacasee über die Ballungsräume El Alto/La Paz, Oruro, Potosí und Tarija bis nach Bermejo an der Grenze zu Argentinien.
Auf der Strecke von El Alto nach Oruro zweigt 74 Kilometer nördlich von Oruro in der Ortschaft Panduro eine unbefestigte Landstraße in südwestlicher Richtung von der Ruta 1 ab und erreicht nach 14 Kilometern über Quelcata die Stadt Eucaliptus. Von hier aus zweigt eine Nebenstraße in südlicher Richtung zum Río Desaguadero hin ab und folgt dem Flusslauf bis Huancaroma.

## Bevölkerung
Die Einwohnerzahl der Ortschaft ist in dem Jahrzehnt zwischen den beiden letzten Volkszählungen um ein Achtel zurückgegangen:
| Jahr | Einwohner         | Quelle       |
| ---- | ----------------- | ------------ |
| 1992 | keine Detaildaten | Volkszählung |
| 2001 | 414               | Volkszählung |
| 2012 | 363               | Volkszählung |
| 2024 |                   | Volkszählung |

Die Region weist einen hohen Anteil indigener Bevölkerung auf, im Municipio Eucalitus sprechen 82 Prozent der Bevölkerung Aymara.